# Baståsen
Baståsen este o arie protejată (arie specială de conservare — SAC, sit de importanță comunitară — SCI) din Suedia întinsă pe o suprafață de 4,8 ha, integral pe uscat.

## Localizare
Centrul sitului Baståsen este situat la coordonatele 58°56′02″N 12°28′46″E / 58.9338°N 12.4794°E.

## Înființare
Situl Baståsen a fost declarat sit de importanță comunitară în ianuarie 1998 pentru a proteja un număr necunoscut de specii din flora spontană și fauna sălbatică aflate în arealul zonei. Situl a fost protejat și ca arie specială de conservare în martie 2011.

## Biodiversitate
Situată în ecoregiunea boreală, aria protejată conține 1 habitat natural: Păduri pe pante, grohotișuri și ravene de Tilio-Acerion.
La baza desemnării sitului se află un număr nedeclarat de specii protejate.